# Semej
Semej (kaz. Семей; ros. Семей, Siemiej; do 2007 roku Semipałatyńsk) – miasto w północno-wschodnim Kazachstanie, stolica obwodu abajskiego, w pobliżu granicy z Rosją, położone na południowy wschód od Pawłodaru. W 2018 roku liczyło ok. 323 tys. mieszkańców. Port nad Irtyszem; węzeł kolejowy; 4 szkoły wyższe; muzea (m.in. Fiodora Dostojewskiego). Rozwinięty przemysł mięsny, młynarski, mleczarski, materiałów budowlanych, skórzany, włókienniczy, elektrotechniczny oraz stoczniowy.

## Historia

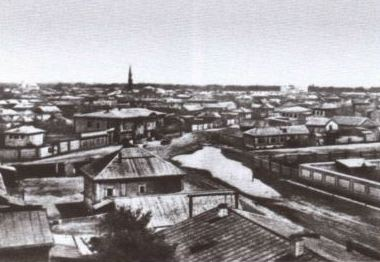
Semipałatyńsk w XIX wieku

Założony w 1718 roku jako warownia położona 18 km na południe od obszaru dzisiejszego miasta, w pobliżu ruin klasztoru buddyjskiego, składającego się z siedmiu budynków, od którego wzięła się nazwa Semipałatyńsk. Przeniesiony na swoje obecne miejsce w 1778 roku, w celu ochrony przed wiosennymi powodziami; od 1782 roku miasto. Od XIX wieku miejsce zesłań politycznych. W latach 1854–1859 w mieście przebywał pisarz Fiodor Dostojewski, który służył jako żołnierz w batalionie liniowym.
Rozwój miasta nastąpił po doprowadzeniu linii kolejowej z Syberii w 1906 roku oraz po zakończeniu budowy Kolei Turkiestańsko-Syberyjskiej w 1931 roku. Od 1939 roku stolica obwodu.
Od 1854 roku miasto (wówczas pod nazwą Semipałatyńsk) było ośrodkiem administracyjnym oraz największym miastem regionu, który obecnie nazywa się obwodem wschodniokazachstańskim (w latach 1854–1920 obwód semipałatyński, 1920–1928 gubernia semipałatyńska, 1928–1930 okręg semipałatyński, 1932–1939 obwód wschodniokazachstański, 1939–1997 ponownie obwód semipałatyński). W 1997 roku Semipałatyńsk utracił status miasta obwodowego na rzecz Ust-Kamienogorska.
Od 2022 roku – stolica obwodu abajskiego, powstałego w wyniku podziału obwodu wschodniokazachstańskiego.

## Dewastacja środowiska
W 1949 roku obszar o powierzchni 18 mln ha stał się pierwszym w ZSRR poligonem nuklearnym, biologicznym oraz chemicznym. Zdetonowano tu pierwszą radziecką bombę atomową, a w 1953 roku pierwszą radziecką bombę wodorową. Do 1963 roku oficjalnie przeprowadzono 468 naziemnych i podziemnych wybuchów jądrowych (wg innych źródeł 513) – spowodowało to skażenie terenu poligonu oraz jego otoczenia. Badania przeprowadzone w niepodległym Kazachstanie dowodzą, że liczba osób dotkniętych promieniowaniem wynosi 220 tys. (dawka 7-250 mSv) oraz 37,2 tys. z dawką 350-990 mSv. Promieniowanie spowodowało wśród tej populacji podwyższoną o 25–30% zachorowalność na raka. Notowane są także zaburzenia rozwoju umysłowego dzieci z rodzin narażonych na promieniowanie. W 1991 roku poligon zamknięto.
W 2006 roku zawarto traktat z Semipałatyńska tworzący strefę bezatomową w obszarze Azji Środkowej.